# ダブルAノースイースト
ダブルAノースイースト（英語: Double-A Northeast）は、アメリカ合衆国に2021年のみ存在したマイナーリーグ（MiLB）のプロ野球リーグ。格付けはメジャーリーグ（MLB）の2つ下となるAA級。

## 歴史
2021年のシーズン開幕前に行われたマイナーリーグの再編に伴い、イースタンリーグが名称変更して誕生した。
2022年よりリーグ名が元の「イースタンリーグ」に戻された。

## 所属チーム
2021年
| 地区               | チーム                                                             | MLB提携チーム                  | 創設年 | 加入年 | 本拠地                                                                                      |
| ------------------ | ------------------------------------------------------------------ | ------------------------------ | ------ | ------ | ------------------------------------------------------------------------------------------- |
| ノースイースト地区 | ビンガムトン・ランブルポニーズ Binghamton Rumble Ponies            | ニューヨーク・メッツ           | 1987年 | 2021年 | ニューヨーク州ブルーム郡ビンガムトン NYSEGスタジアム                                        |
| ノースイースト地区 | ハートフォード・ヤードゴーツ Hartford Yard Goats                   | コロラド・ロッキーズ           | 2016年 | 2021年 | コネチカット州ハートフォード郡ハートフォード ダンキン・ドーナツ・パーク                     |
| ノースイースト地区 | ニューハンプシャー・フィッシャーキャッツ New Hampshire Fisher Cats | トロント・ブルージェイズ       | 2004年 | 2021年 | ニューハンプシャー州ヒルズボロ郡マンチェスター ノースイースト・デルタ・デンタル・スタジアム |
| ノースイースト地区 | ポートランド・シードッグス Portland Sea Dogs                       | ボストン・レッドソックス       | 1994年 | 2021年 | メイン州カンバーランド郡ポートランド ハドロック・フィールド                                 |
| ノースイースト地区 | レディング・ファイティン・フィルズ Reading Fightin Phils           | フィラデルフィア・フィリーズ   | 1967年 | 2021年 | ペンシルベニア州バークス郡レディング ファーストエナジー・スタジアム                         |
| ノースイースト地区 | サマセット・ペイトリオッツ Somerset Patriots                       | ニューヨーク・ヤンキース       | 1998年 | 2021年 | ニュージャージー州サマセット郡ブリッジウォーター TDバンク・ボールパーク                     |
| サウスウエスト地区 | アクロン・ラバーダックス Akron RubberDucks                         | クリーブランド・ガーディアンズ | 1997年 | 2021年 | オハイオ州サミット郡アクロン カナル・パーク                                                 |
| サウスウエスト地区 | アルトゥーナ・カーブ Altoona Curve                                 | ピッツバーグ・パイレーツ       | 1998年 | 2021年 | ペンシルベニア州ブレア郡アルトゥーナ ピープルズ・ナチュラルガス・フィールド                 |
| サウスウエスト地区 | ボウイ・ベイソックス Bowie Baysox                                  | ボルチモア・オリオールズ       | 1993年 | 2021年 | メリーランド州プリンスジョージズ郡ブーイ ディッキー・スティーブンズ・パーク                 |
| サウスウエスト地区 | エリー・シーウルブズ Erie SeaWolves                                | デトロイト・タイガース         | 1995年 | 2021年 | ペンシルベニア州エリー郡エリー UPMCパーク                                                   |
| サウスウエスト地区 | ハリスバーグ・セネターズ Harrisburg Senators                       | ワシントン・ナショナルズ       | 1987年 | 2021年 | ペンシルベニア州ドーフィン郡ハリスバーグ FNBフィールド                                      |
| サウスウエスト地区 | リッチモンド・フライングスクウォーレルズ Richmond Flying Squirrels | サンフランシスコ・ジャイアンツ | 2010年 | 2021年 | バージニア州リッチモンド ザ・ダイアモンド                                                   |